# Piotr Postawa
Piotr Postawa herbu Nałęcz, (Petrus Proschowita, nieznane daty i miejsca urodzenia i śmierci) – malarz-miniaturzysta, iluminator ksiąg i introligator krakowski okresu złotego wieku. Wikary wawelskiej katedry.
Specjalizował się w malarstwie miniaturowym. Pochodził z Proszowic, syn Piotra Postawy.